# Rebelión Chatina
La rebelión Chatina o guerra de los Pantalones fue un conflicto militar protagonizado por los chatinos, que eran indígenas oaxaqueños, y otros grupos étnicos de ese estado, que eran constantemente despojados de sus tierras por el gobierno de Porfirio Díaz. 
Luego de que el gobernador Martín González impusiera una nueva ley de Hacienda en Oaxaca en la que se incrementaran los impuestos, los indígenas chatinos de San Juan Quiahije, Tepenixtlahuaca, Panixtlahuaca, Teotepec y  y pueblos originales alrededor de lo que hoy es Nopala se organizaron para rebelarse contra el gobierno en 1896. Recibe a su vez el nombre de Guerra de los Pantalones debido a que los chatinos identificaban a sus enemigos porque estos utilizaban pantalones, a diferencia de ellos que utilizaban el típico calzón de manta. Debido a estas hostilidades, los archivos judiciales y hacendarios del estado quedaron reducidos a cenizas, mientras que el gobierno, en defensa, prohibió a las mujeres utilizar los trajes istmeños, cosa que nunca lograron erradicar.
- Datos: Q9067171